# Coleophora aquaecadentis
Coleophora aquaecadentis là một loài bướm đêm thuộc họ Coleophoridae. Nó được tìm thấy ở Namibia.